# Anisosciadium
Anisosciadium es un género de plantas pertenecientes a la familia Apiaceae. Comprende 5 especies descritas y de estas, solo 3 aceptadas.

## Taxonomía
El género fue descrito por Augustin Pyrame de Candolle y publicado en Collection de mémoires 5: 63. 1829. La especie tipo es: Anisosciadium orientale DC.

## Especies
A continuación se brinda un listado de las especies del género Anisosciadium aceptadas hasta septiembre de 2012, ordenadas alfabéticamente. Para cada una se indica el nombre binomial seguido del autor, abreviado según las convenciones y usos.
- Anisosciadium isosciadium Bornm.
- Anisosciadium lanatum Boiss.
- Anisosciadium orientale DC.